# Oxylasma pannosum
Oxylasma pannosum là một loài bọ cánh cứng trong họ Elateridae. Loài này được Broun miêu tả khoa học năm 1881.